# Zamek w Liwie

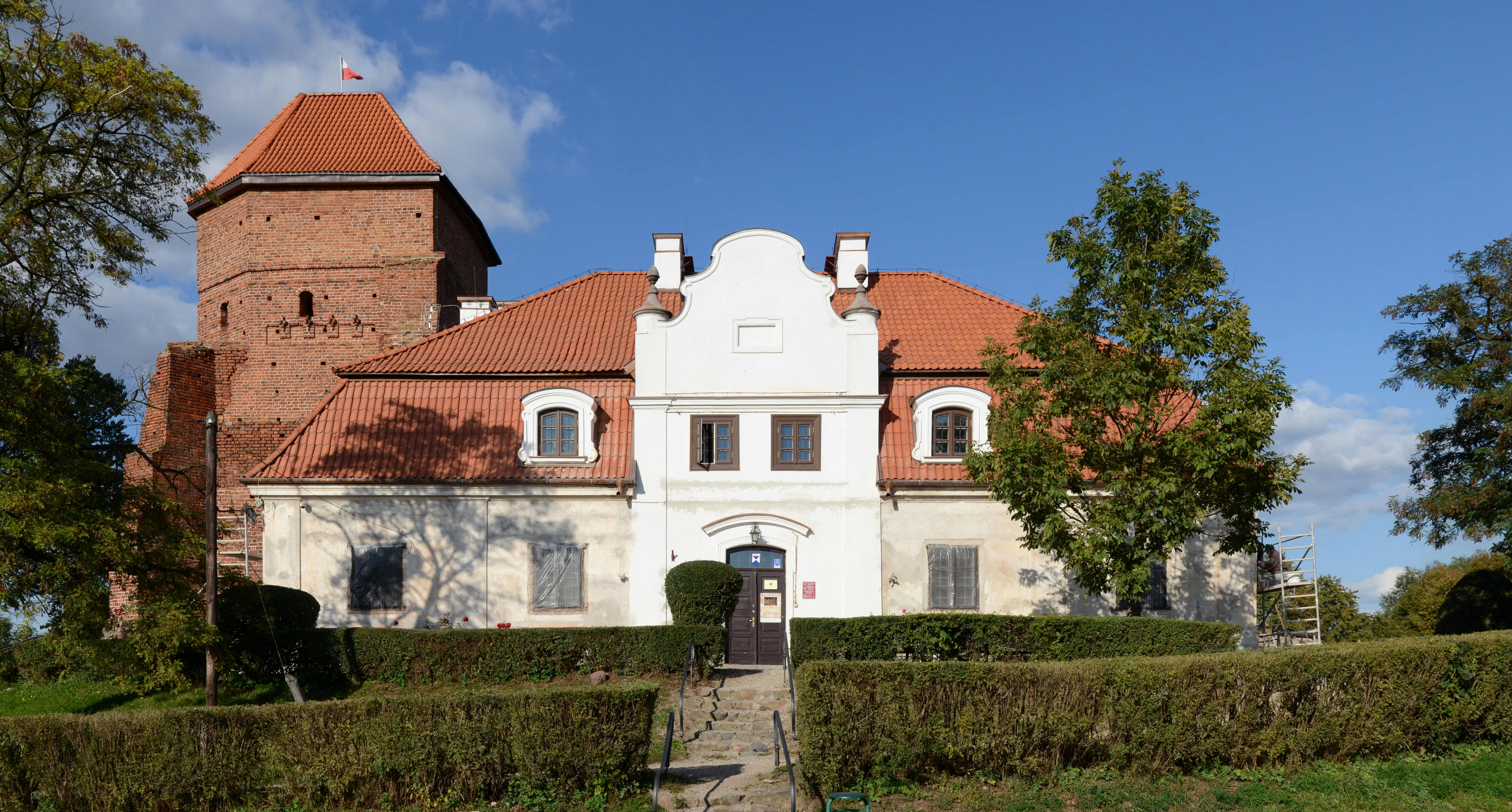
Dwór kancelarii – siedziba muzeum

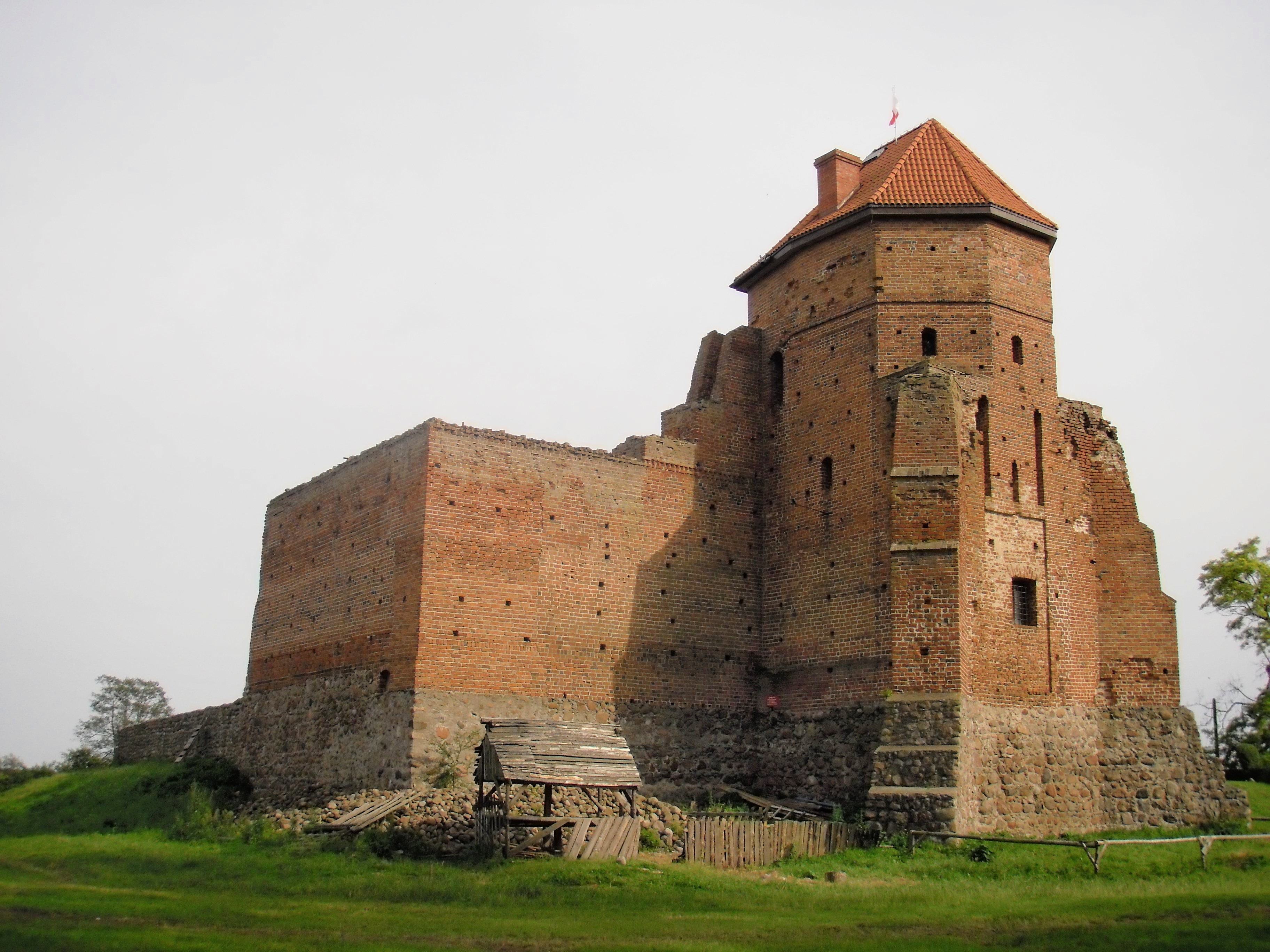
Wieża bramna i fragment zachowanych murów obwodowych zamku

Zamek w Liwie – ruina gotyckiego zamku książęcego wzniesionego w XV wieku jako strażnica graniczna w miejscowości Liw w województwie mazowieckim.

## Historia zamku

### Wiek XV
Zamek w Liwie został zbudowany na polecenie księcia mazowieckiego Janusza I Starszego, który przed 1429 zlecił to zadanie mistrzowi murarskiemu Niclosowi. Warownię wzniesiono na lewym brzegu Liwca, na wschód od miasta lokowanego w 1421, w celu kontroli przeprawy przez rzekę oraz stanowił wartownię na wschodniej granicy księstwa mazowieckiego z Litwą i była jedną z sześciu warowni murowanych zbudowanych przez księcia.
Na sztucznie usypanym wzniesieniu, zabezpieczonym drewnianymi palami, o powierzchni tysiąca metrów kwadratowych powstała niewielka, zbudowana z kamieni narzutowych i cegły palcówki, warownia. Pierwotnie zamek został założony na planie kwadratu o boku osiemdziesiąt na osiemdziesiąt metrów, a przed nim znajdował się drewniany, ufortyfikowany przygródek z zabudowaniami gospodarczymi. Na początku zamek składał się z murów obwodowych o wysokości około 6 metrów z blankami, Domu Dużego, w którym urzędował burgrabia i wysuniętej przed mury obwodowe otwartej od strony dziedzińca baszty bramnej z mostem zwodzonym. Zamek z miastem łączyła wąska grobla usypana na mokradłach i rozlewiskach Liwca.
Zamek w Liwie wymienia najwcześniejsze polskie źródło heraldyczne datowane na lata 1464–1480 Insignia seu clenodia Regis et Regni Poloniae polskiego historyka Jana Długosza. Autor od nazwy polskiego rodu szlacheckiego rezydującego na zamku w Liwie wywodzi nazwę polskiego herbu szlacheckiego Doliwa. Zapisuje informację o herbie wśród 71 najstarszych polskich herbów szlacheckich we fragmencie: „Dolywa, que in linea trans versali alba tres rosas rubeas in campo celestino defert; a castro Lyw in Mazouia denominata. Genus Polonicum; viri ad potacionem et largitionem procliui”.

### Wiek XVI
Pierwszej przebudowy zamek w Liwie doczekał się pomiędzy latami 1526–1536, kiedy był własnością księżnej Anny Mazowieckiej. W ramach przebudowy dokonano podniesienia murów obronnych do 12 metrów, Dom Duży nadbudowano o jedną kondygnację, przez co mógł pełnić funkcje dworskie. Zmieniono również bramę zamykając ją murem od strony dziedzińca i nadbudowując jedno piętro. Na zamkowym dziedzińcu zbudowano niewielki dom gospodarczy zwany Domem Małym i spichlerz.
Kolejną przebudowę przeprowadzono na polecenie królowej Bony Sforzy. W latach 1549–1570 rozbudowano bramę przekształcając ją w kilkukondygnacyjną wieżę. Zlikwidowano krenelaż i zaopatrzono mury w stanowiska strzelnicze dla broni palnej. W takim stanie zamek istniał do Potopu.

### Upadek zamku
W 1657 wojska szwedzkie ostrzelały z dział zamek, a po zdobyciu spaliły. Po raz kolejny warownia uległa zniszczeniom z rąk wojsk szwedzkich w 1700 i 1703. Po zniszczeniach wojennych gotycko-renesansowej warowni nie odbudowano. Na piwnicach spalonego Domu Dużego wzniesiono drewniany dom kancelarii, który służył starostom liwskim do końca XVIII w.
Pod koniec XVIII w. decyzją starosty Tadeusza Grabianki na miejscu Domu Małego naprzeciwko drewnianej kancelarii wzniesiono murowany barokowy dwór. Parterowy obiekt z dachem mansardowym postawiony w 1782 z czasem stał się siedzibą urzędów starostwa i sądu ziemskiego. Po przeniesieniu władz administracyjnych do Siedlec stał pusty. Powoli był dewastowany i rozbierany. Uległ ostatecznemu zniszczeniu w latach 1846–1855. Przez pewien czas w zachowanej wieży mieściła się kuźnia.

### Wiek XX
Po I wojnie światowej dokonano niewielkich prac badawczych i zabezpieczenia ruin. Nie przystąpiono jednak do większych prac budowlanych. Dopiero podczas II wojny światowej ruinami zainteresowały się niemieckie władze okupacyjne wprowadzone w błąd o krzyżackim pochodzeniu warowni przez miejscowego społecznika Otto Warpechowskiego. W latach 1943–1944 cegły z murów zamkowych, które miały zostać pierwotnie wykorzystane jako budulec obozu zagłady w Treblince wróciły na swoje miejsce. Niemcy zabezpieczyli obiekt i rozpoczęli prace przy rekonstrukcji wieży. Przerwali je jednak natychmiast po tym, jak wyszła na jaw prawda historyczna. W 1944 zamek ponownie uległ uszkodzeniu podczas działań wojennych. Po wojnie dokonano zabezpieczenia w formie trwałej ruiny zachowanych gotyckich murów i dokończono rekonstrukcję wieży bramnej. W latach 1957–1961 staraniem lokalnych społeczników: Mariana Jakubika, Jana Klemma i Eugeniusza Leszczyńskiego odbudowano dwór kancelarii starościńskiej z przeznaczeniem na siedzibę urzędu gminy i bibliotekę wiejską. W 1963 w budynku powstało Muzeum-Zbrojownia.
Obecnie dla zwiedzających udostępniono sale w odrestaurowanym dworze, a także wieżę bramną. Z dawnego Domu Dużego zachowały się jedynie gotyckie piwnice i część okalających go murów.
W planach była odbudowa drewnianego dworu kancelarii z początku XVIII w. oraz urządzenie w miejscu dawnego przygródka skansenu budownictwa drewnianego. Nie doszła ona jednak do skutku.

## Muzeum-Zbrojownia

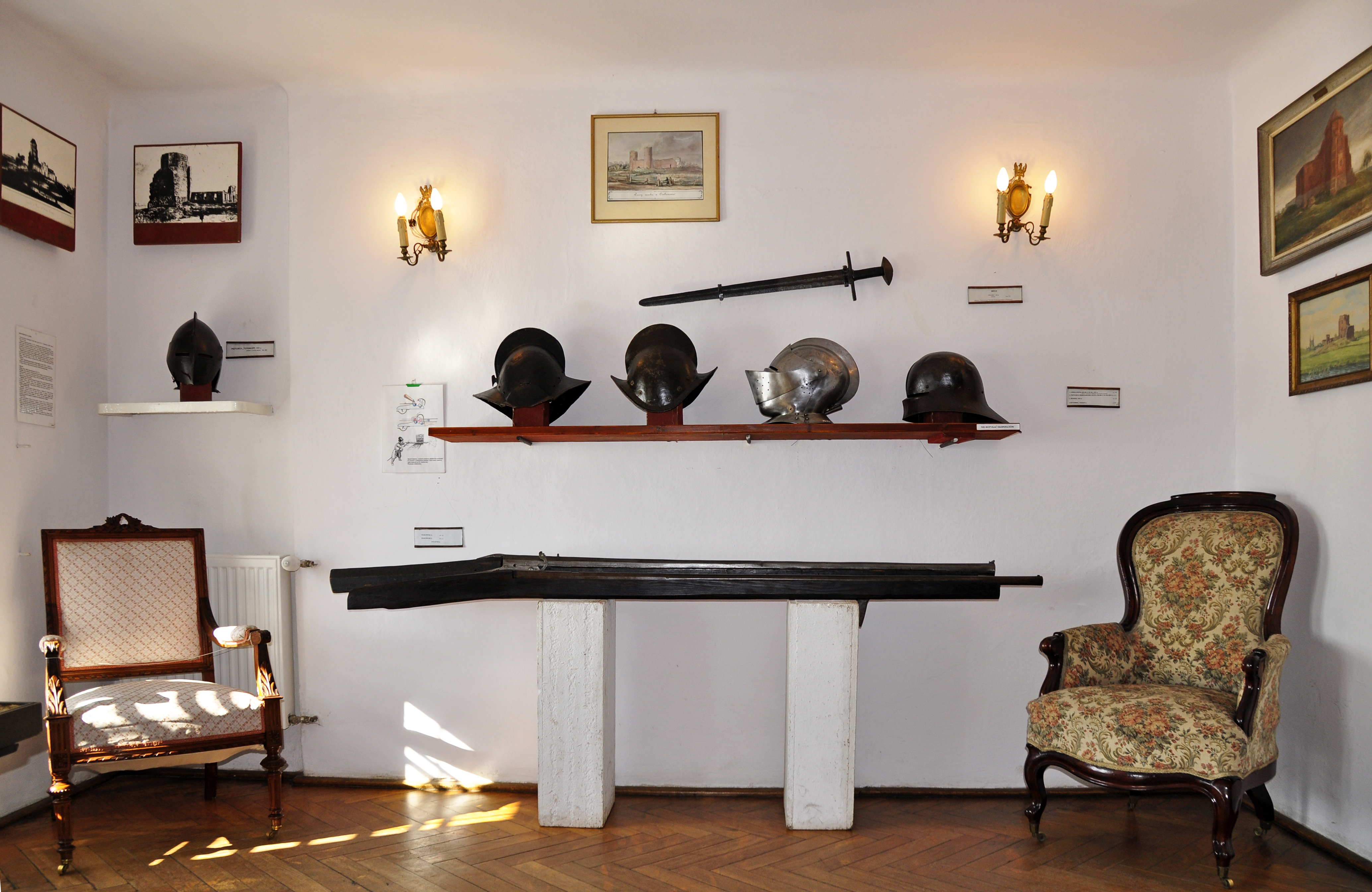
Wnętrze muzeum

W odbudowanym dworze kancelarii oraz w wieży bramnej gotyckiego zamku od 1963 swoją siedzibę ma muzeum historyczne. Jego ekspozycja prezentuje historię zamku, fotokopie rysunków, malarstwo z galerią portretu sarmackiego i dzieła Wojciecha i Jerzego Kossaków, oraz broń i uzbrojenie z różnych epok.
W okresie letnim przed zamkiem placówka organizuje różne imprezy plenerowe m.in. inscenizacje turniejów rycerskich.

## Legendy
- Legenda o początkach zamku. Warowny kasztel w Liwie miał ponoć zbudować jakiś książę polski lub litewski dla swojej pięknej branki, przywiezionej z wojennej wyprawy. Możnowładca ten pozostawił ją w Liwie, ponieważ było tu wielu duchownych, których zadaniem było nawrócenie dziewczyny na wiarę chrześcijańską.
- Legenda o śpiących rycerzach. W pagórkach jarnickich śpią podobno polscy rycerze czekający na króla szwedzkiego, który ma tu powrócić po swój kapelusz, zgubiony podczas bitwy. Gdy Szwed ponownie się pojawi, rycerze powstaną i rozpoczną bój tak straszny, że w pobliskim Węgrowie powypadają szyby z okien, a Liwcem zamiast wody popłynie krew.
- Legenda o Żółtej Damie. Mieszkała niegdyś w zamku liwskim Ludwika z Szujskich Kuczyńska, żona Marcina Kuczyńskiego, kasztelana liwskiego. Zazdrosny małżonek posądzał ją o flirty z młodymi dworzanami, chociaż nie była już pierwszej młodości i nie odznaczała się szczególną urodą. Gdy w tajemniczy sposób zniknęły trzy brylantowe pierścienie, które jej ofiarował, została oskarżona o cudzołóstwo i zamknięta w wieży, gdyż mąż sądził, iż podarowała klejnoty swoim kochankom. Następnego dnia o świcie kasztelanowa została ścięta na wielkim głazie na dziedzińcu zamkowym. Niedługo potem owe pierścienie znalazły się w strąconym gnieździe sroki-złodziejki, co dowodziło niewinności straconej kobiety. Od tamtej pory ma ona, jako Żółta Dama, pojawiać się na dziedzińcu i w zamkowych salach, przekonując napotkane osoby o swej niewinności. Zjawa jest odziana w brunatną suknię, a na głowie ma żółty czepiec z żółtym woalem spływającym aż do ziemi – stąd jej miano[2][5].

## Historyczne widoki zamku

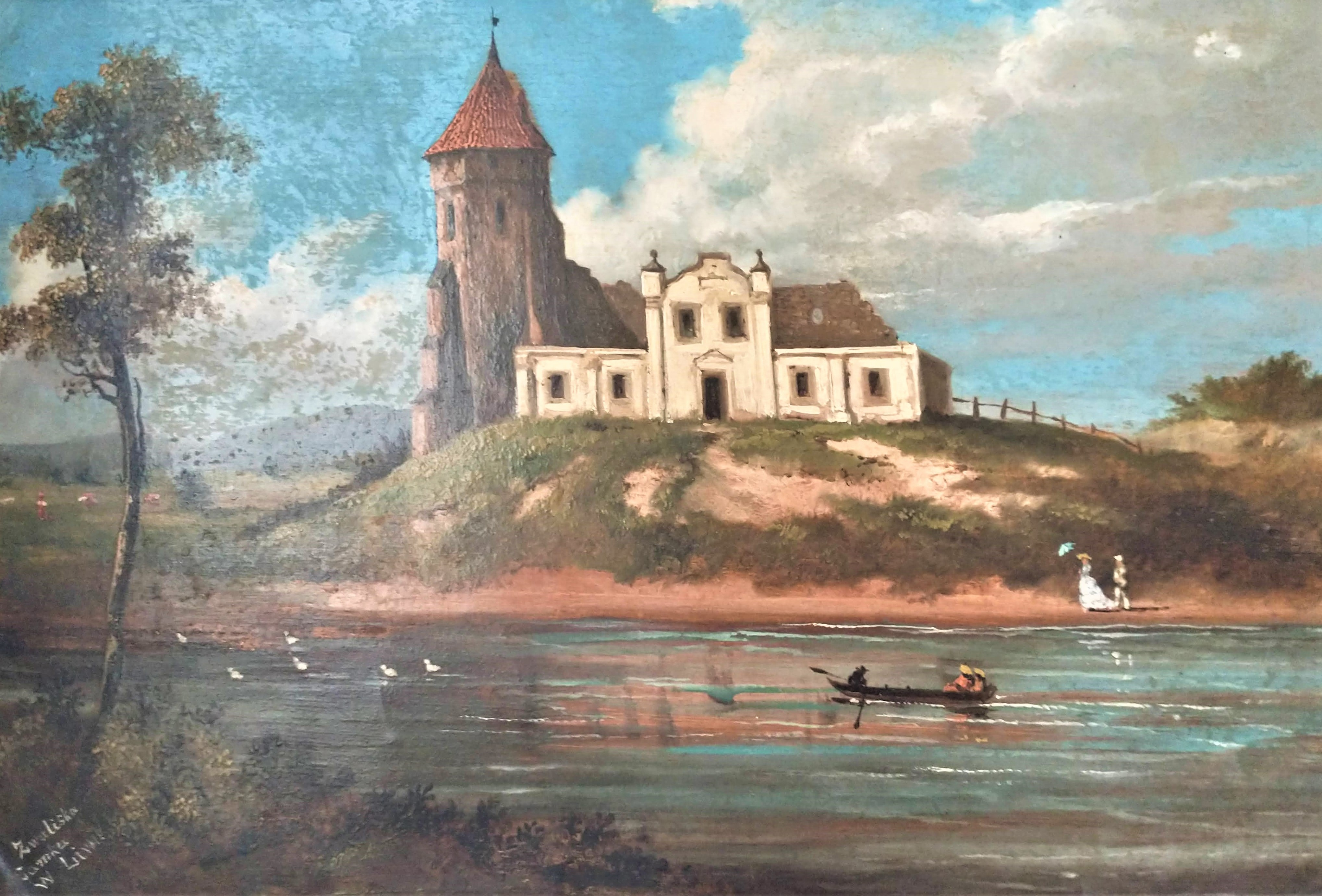
Zwaliska zamku w Liwie, około 1850, wg grafiki Juliana Ceglińskiego
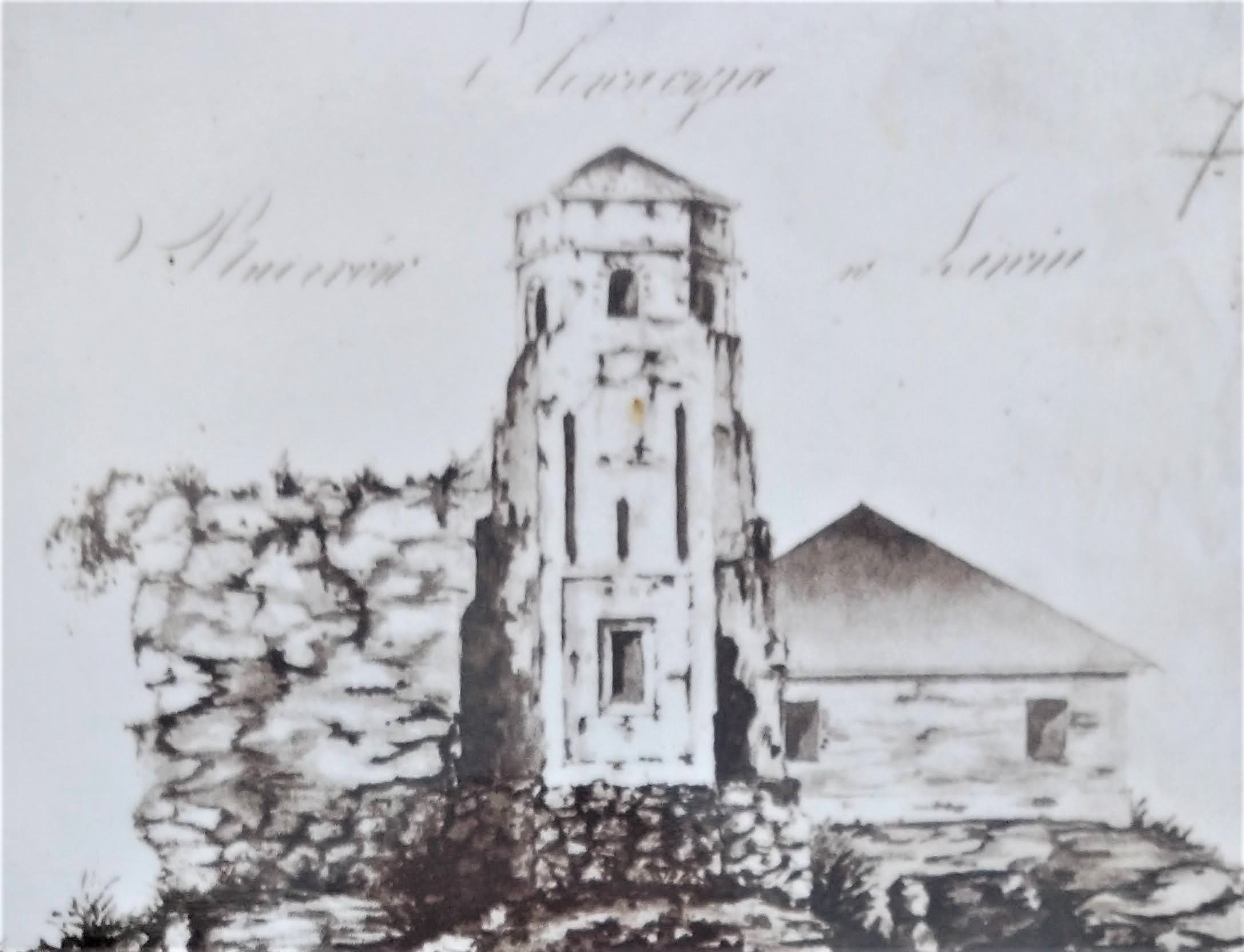
Elewacja ruderów w Liwie, Karol Fiszer, około 1850
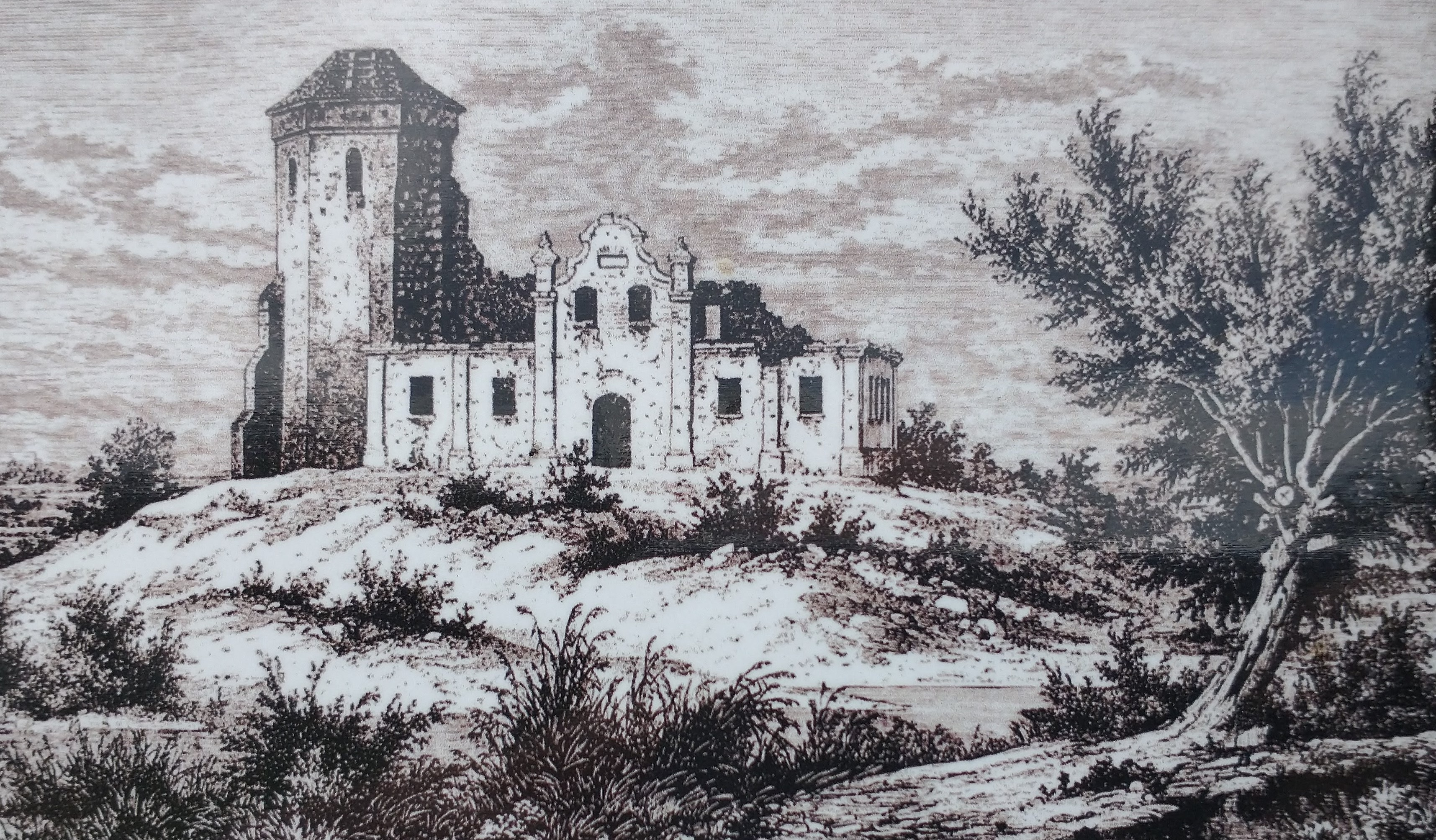
Grafika Konrada Przyborskiego na podstawie rysunku Adolfa Kozarskiego (1866)
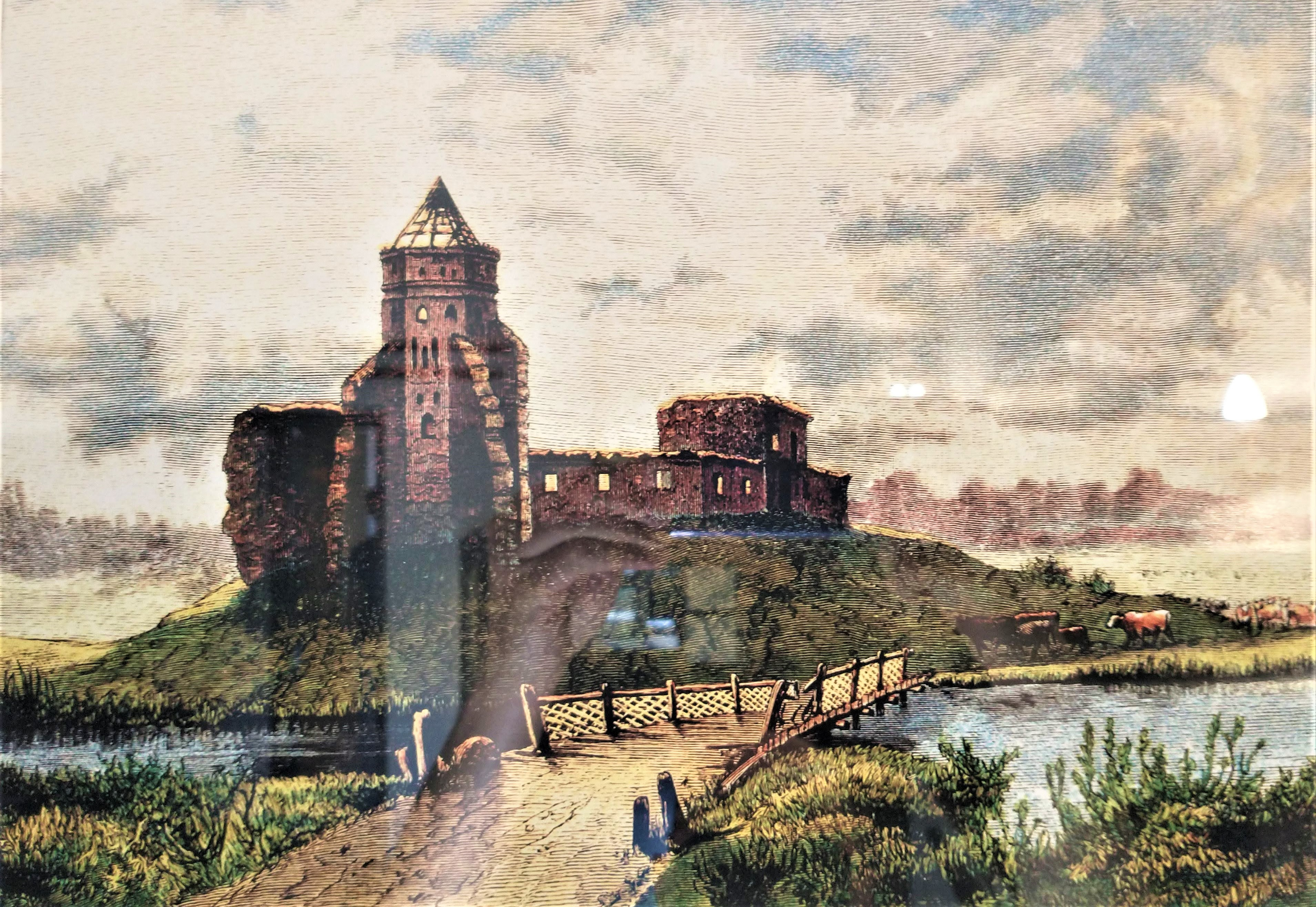
Rysunek Feliksa Brzozowskiego z 1881
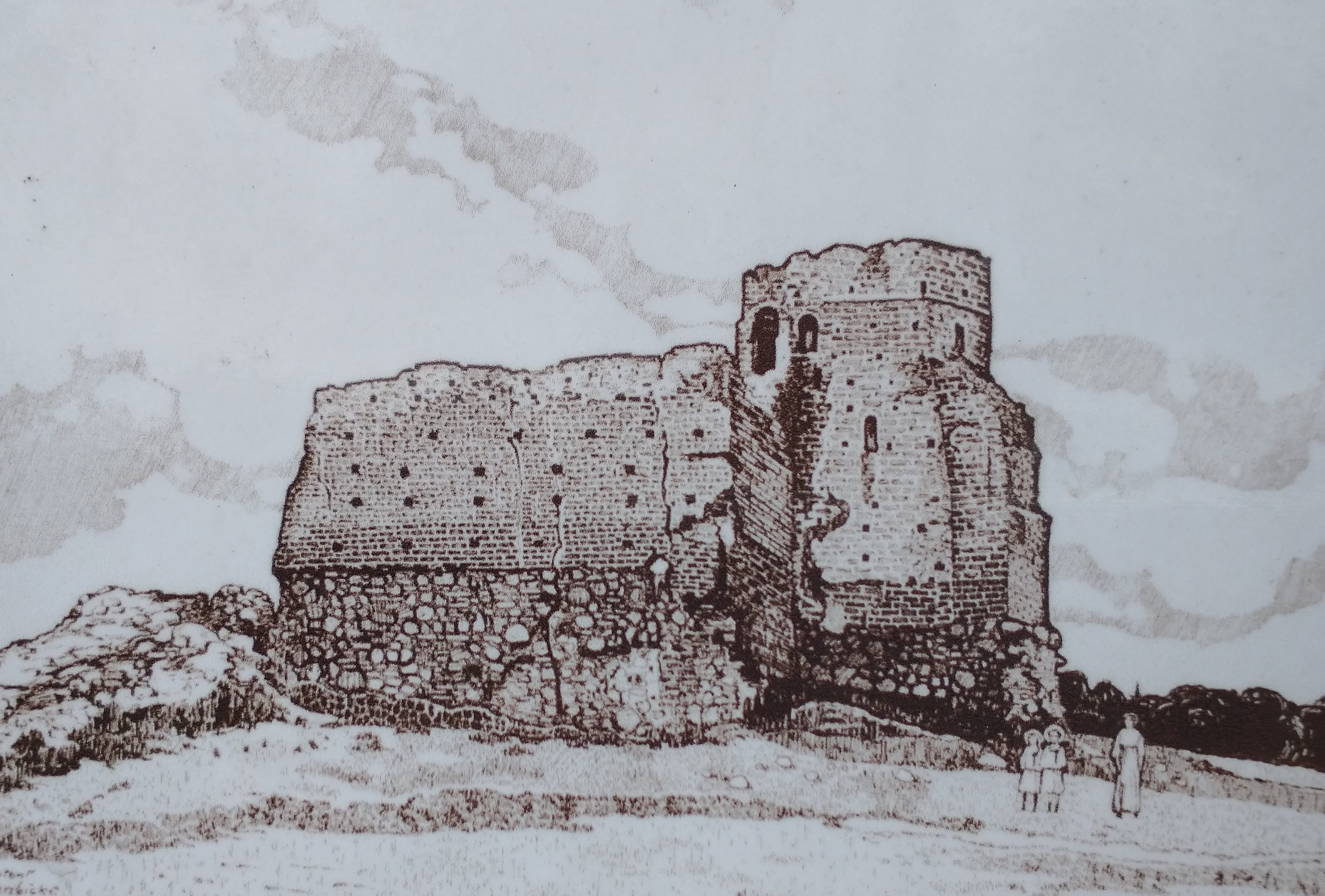
Grafika Antoniego Dzierzbickiego z 1913